# Olfa Hezami
Olfa Hezami, née le 22 novembre 2000, est une escrimeuse tunisienne.

## Biographie
Olfa Hezami fait partie de l'équipe de Tunisie féminine de sabre terminant neuvième des Jeux olympiques d'été de 2020 à Tokyo.
Elle est médaillée d'argent en sabre par équipe aux championnats d'Afrique 2022 à Casablanca, puis médaillée de bronze en sabre par équipe aux championnats d'Afrique 2023 au Caire.